# Hvalfjörður
Le Hvalfjörður ((is) fjord des baleines) est un fjord situé dans l'ouest de l’Islande entre Mosfellsbær et Akranes. Son bord nord est en région Vesturland, et son bord sud, en région  Höfuðborgarsvæðið.

## Étymologie
L'explication du nom Hvalfjörður est donnée par un conte populaire islandais qui raconte l’histoire d’un prêtre combattant une baleine malfaisante[réf. nécessaire].

## Historique
Une des stations de pêche à la baleine les plus importantes du pays se trouvait dans ce fjord jusque dans les années 1980.
Jusqu’en 1998, les voyageurs devaient contourner tout le fjord quand ils voulaient continuer sur la route 1 en direction ouest ou nord, p. ex. pour aller de Reykjavik à Borgarnes. Aujourd’hui on passe par le tunnel du Hvalfjörður, qui a une longueur de 5,7 km et traverse le fjord. Cela raccourcit le trajet d’à peu près 60 km.

### Convois de l'Arctique

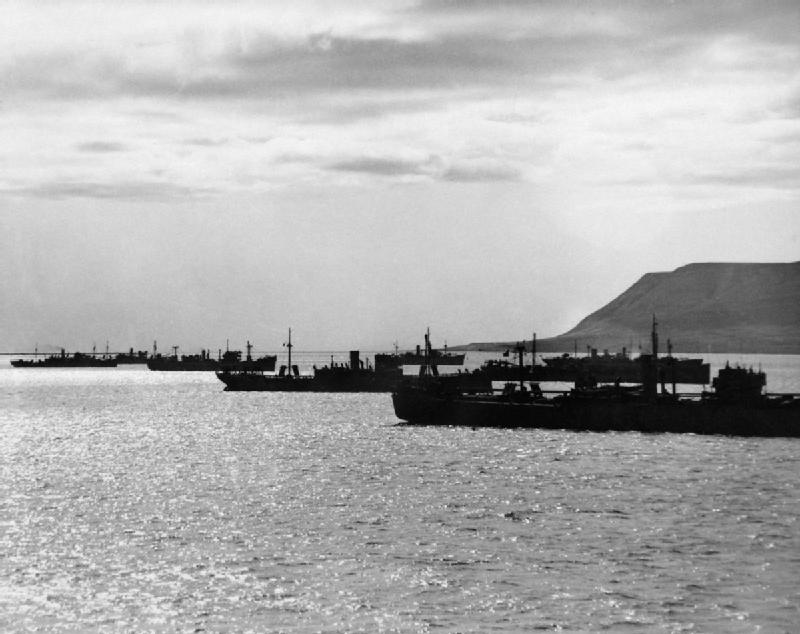
Convoi anglo-américain en mai 1942 dans le fjord d'Hvalfjörður.

Pendant la Seconde Guerre mondiale, une base militaire des Britanniques et plus tard des Américains fut située dans ce fjord d'où partirent des Convois de l'Arctique à destination de l'URSS en 1941 et 1942.
Les convois suivants sont partis de Hvalfjörður :
- Convoi Dervish
- Convoi PQ 1
- Convoi PQ 3